# مردی که هرگز نبود
مردی که هرگز نبود (انگلیسی: The Man Who Never Was) فیلمی در ژانر جنگی به کارگردانی رونالد نیم است که در سال ۱۹۵۶ منتشر شد. این فیلم به جشنواره فیلم کن ۱۹۵۶ راه یافت. نایجل بلچین جایزهٔ بفتای آن سال را برای فیلمنامه کسب کرد.

## داستان
نیروهای اطلاعاتی بریتانیا در خلال جنگ جهانی دوم، تلاش می‌کنند تا نیروهای آلمانی را از ایتالیا دور کنند. برای گمراه کردن آلمانها، جسد مردی با اسناد محرمانه تهیه و طوری قرار داده می‌شود که توسط مقامات اسپانیا پیدا و به آلمانها تحویل داده شود.

## بازیگران
- کلیفتون وب
- گلوریا گراهام
- استیون بوید
- لورنس نیسمیت
- سیریل کوساک
- مایکل هوردرن
- جفری کین
- پیتر سلرز
- آندره مورل